# Pseudobutyrivibrio
Pseudobutyrivibrio è un genere di batterio appartenente alla famiglia delle Lachnospiraceae.